# Mikael Ekdahl
Lennart Mikael Ekdahl, född 1 juli 1951, är en svensk advokat och företagsledare som är styrelseordförande för investmentbolaget Melker Schörling AB och kemiföretaget AAK AB sedan 2017. Han har varit delägare för advokatbyråerna Mannheimer Zetterlöf och Mannheimer Swartling mellan 1984 och 2014 och satt i koncernstyrelsen för byggföretaget Skanska AB mellan 1997 och 1998.
Ekdahl avlade en civilekonom- och en juris kandidatexamen vid Lunds universitet.